# オレアミド
オレアミド(または、オレイン酸アミド) はオレイン酸のアミド化合物。睡眠を途絶した猫から分離された内因性物質で、脳脊髄液に蓄積して睡眠を誘導すると考えられている。また、カンナビノイド受容体(CB1)の内因性アゴニストである。
気分障害や睡眠障害、うつの治療候補薬として研究がなされている。
オレアミドは合成樹脂添加剤としても利用されることがあり、研究で用いられているプラスチック製の実験器具から溶媒中に漏れだし一部の研究結果に影響を与えているとの報告がある。